# 英国皇家音乐学院联合委员会
英国皇家音乐学院联合委员会（英語：Associated Board of the Royal Schools of Music，簡記為ABRSM），简称皇家音委，在中国大陆简称英皇，是一个安排音乐测验的组织，总部位于伦敦。能够在世界各地提供测验，除了教学文凭需要提供年满18岁的证明之外，任何年龄的人都可以参加考试。通过考试的人可以得到一张由英国颁发的证书。
每年有超过620,000名应试者在世界九十多个国家参加ABRSM测验，由於需要邀請英國的考官到考生所在國家，所以考試費用會比直接在英國進行考試昂貴。
2019年7月，委員會於中國內地多個城市舉辦的考試被取消。
英国皇家音乐学院联合委员会由四所音乐学院组成：
- 皇家音樂學院 (倫敦大學)
- 皇家音樂學院 (南肯辛頓)
- 皇家北方音乐学院
- 苏格兰皇家音乐学院

## 音乐考级
参加音乐考级可以选择很多种不同的乐器。对于每一种乐器几乎都有八个级别。
例如，一个刚学钢琴不久的人就可以参加英国皇家音乐学院联合委员会第一级考试，需要从书中的A、B、C三套曲子中各选出一首曲子进行弹奏，或者选择书中目录中列出的其它可以适用于考试的曲目，以及弹奏音阶。
等到接受第八级钢琴考试的时候，考生需要有能力弹奏作曲家比如贝多芬创作的奏鸣曲乐章，
以及流利地用多种方式演奏全部的书中列出的音阶，从1～7级之间，学生可以选择弹奏哪一组，分为第一组和第二组
以及拥有善于快速读谱的视奏能力。

### 评分标准
英国皇家音乐学院联合委员会音乐考试的满分（总分）为150分，100分为及格分数，大于或等于120分为良好（Merit）。大于或等于130分为優異（Distinction）。虽然有些学生随着进步而参加每一级测验，但申请参加比较高级别的测验并不需要通过前面较低的级别。但當想要报考六级或以上的级别，前提条件是要通过五级乐理或实际演奏，或爵士测试。考官是专业的音乐学家，其中很多都是音乐老师。他们拥有丰富的音乐的经验，而且被英国皇家音乐学院联合委员会培训后使用相同的评分标准，英国皇家音乐学院自己也出版很多音乐，包括为音乐测验编辑的乐曲合集。

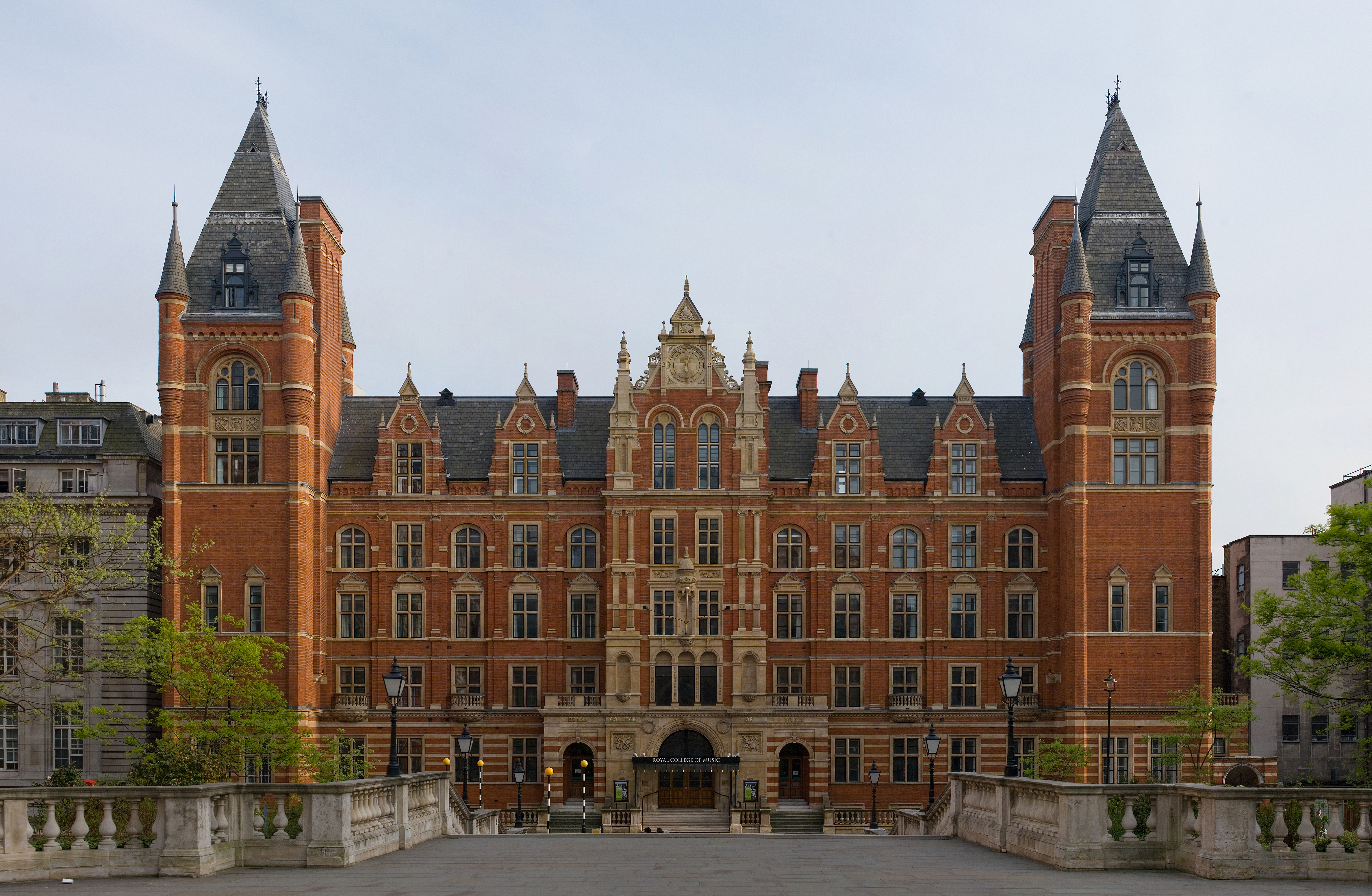
英国皇家音乐学院 Royal College of Music

## 四种音乐测试

### 樂器演奏考試
这些是目前为止考生们最常参加的考試，针对于超过35种不同的乐器。这些测验通常由四部分组成：
- 曲目：考生需要演奏三首經過練習的而且能演奏好的曲子，曲目是有選擇空間的：考生必須從三组曲子中各選一首。對於有些樂器來說，曲目的選集已被出版成一本書。這些可供選擇的曲目會兩年改變一次（部分樂器或四年一次）。
- 音阶：这些包括同向音阶、反向音阶、琶音和分解和弦，这取决于不同的考试级别以及乐器。
- 视奏：考官会给考生一张考生从未见过的，为考试而编写的旋律，试弹30秒后尝试演奏。
- 听力测试：考生必须倾听考官所弹奏的乐曲并回答相关问题。问题包括唱出考官所弹奏的音符/旋律，击掌拍出乐曲的节奏或者说出考官演奏了什么样的和弦，取决于不同的级别。

每一部分都具有一定的分数，这些分数全部加起来会达到满分150分。100分标志着“及格”，120分是优良而130分是優異。
有一种预备测试提供给还没有准备好考一级却希望得到一次考试经验的学生。参加预备测试的考生不会收到评分。这只是一种鼓励年轻人轻松对待考试的方式。

### 乐理测试
英国皇家音乐学院联合委员会也组织有关乐理的考試。据官方网站 （页面存档备份，存于）的介绍，1至5级的乐理考試的满分是75分：50分或者以上为“合格”；60分或者以上是“良好”；65分或者以上是“优秀”，主要考察五线谱的相关认识。6级至8级的乐理考试满分为100分，主要考察和声学知识以及管弦乐曲的阅读。

### 实际音乐技能测试
这些测试会考验一个学生对于节奏、旋律，音调和音符的认识，以及根据记忆唱歌和演奏，还有即兴创作、识别对原曲的变化和回答有关一篇乐谱的问题。

### 爵士乐测试
这些是最新的一类测验。爵士钢琴测试在1999年第一次被推出。当时爵士乐测试只针对长笛，钢琴，单簧管，萨克斯风，小号和长号。这些测试只有一到五级。评分的标准与实践演奏测试相同。然而，很多曲目都包含学生需要使用特定的和弦来进行大篇幅的即兴创作。

### 文凭考试
英国皇家音乐学院提供针对三个学科或专业的文凭：
- 音乐演奏
- 音乐指揮
- 乐器／声乐教学

对于每一种学科都有四个不同级别的文凭考试：
- ARSM(英國皇家音樂學院聯合委員會純演奏文憑)）[5]
- DipABRSM（英國皇家音樂學院聯合委員會文憑）[6]
- LRSM（英國皇家音樂學院高級文憑）[6]
- FRSM（英國皇家音樂學院院士文憑）[6]

这些专业的资格证书允许一个人把上述的字母简称放在自己姓名之后。